# اچ‌ام‌اس پمبروک (ام۱۰۷)
اچ‌ام‌اس پمبروک (ام۱۰۷) (به انگلیسی: HMS Pembroke (M107)) یک کشتی است که طول آن 52.5 m می‌باشد. این کشتی در سال ۱۹۹۷ ساخته شد.